# Клинкен
Клинкен (нем. Klinken) — община в Германии, в земле Мекленбург — Передняя Померания. 
Входил в состав района Пархим. Подчинялся управлению Пархимер Умланд.  Население составляло 367 человек (на 31 декабря 2006 года). Занимает площадь 14,93 км².
В 2009 году вошёл в Левицранд вместе с деревнями Мацлов-Гарвиц и Радун.